# Profilo (Guttuso)
Profilo è un dipinto di Renato Guttuso. Eseguito nel 1956, appartiene alle collezioni d'arte della Fondazione Cariplo.

## Descrizione
In questo ritratto, tema ricorrente della pittura di Guttuso specialmente negli anni cinquanta e sessanta, l'attenzione dell'osservatore è focalizzata completamente sul volto del soggetto raffigurato, per mezzo dell'abolizione di qualsiasi nota ambientale e della scelta di un formato particolarmente allungato in verticale.